# Trix

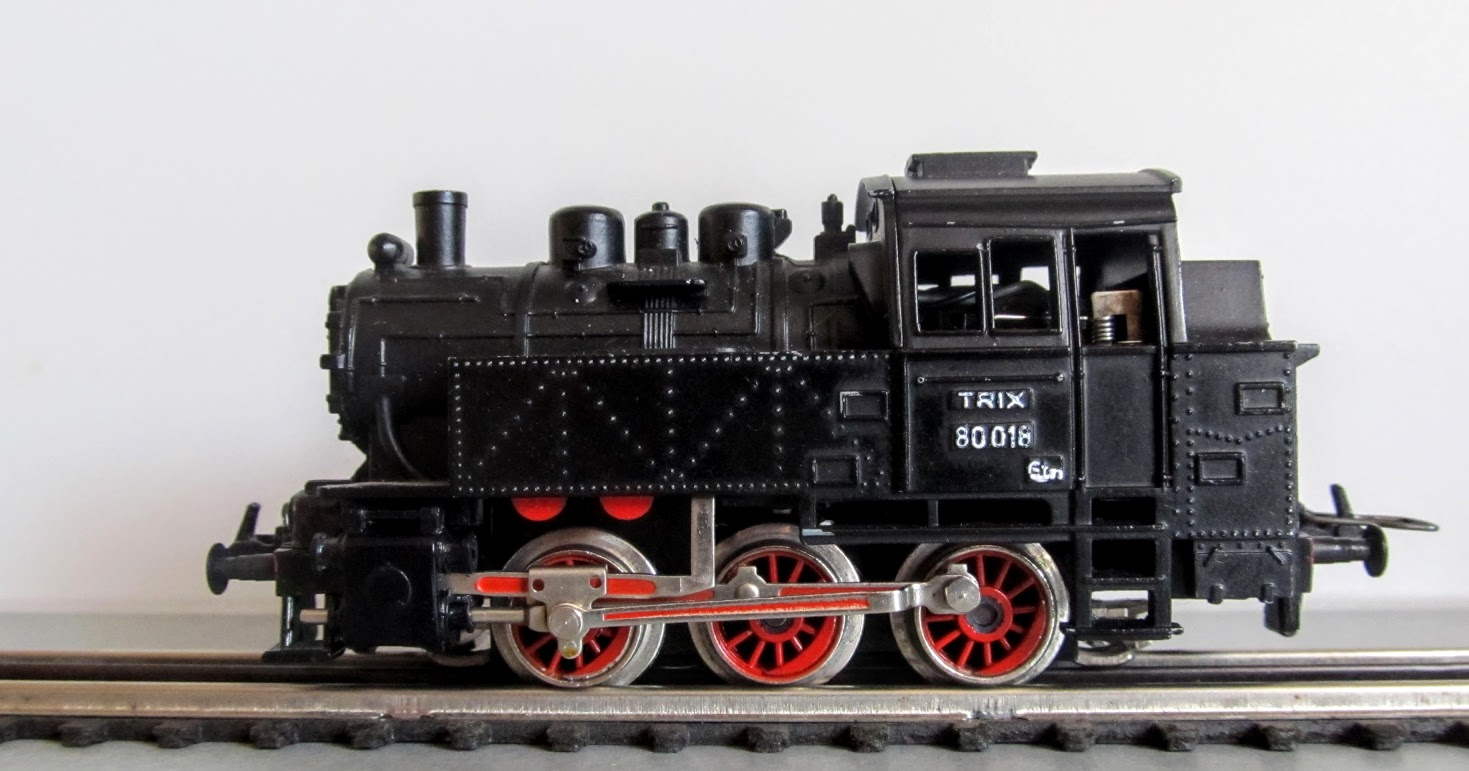
Model kolejowy wyprodukowany przez Trix

TRIX Modelleisenbahn GmbH & Co. KG – niemieckie przedsiębiorstwo produkujące modele kolejowe w skali H0 oraz N.

## Historia
Przedsiębiorstwo Trix w 1838 roku rozpoczęło produkowanie modeli wagonów kolejowych. W 1925 roku na wiosennych Targach Lipskich zaprezentowało zestaw kolejki Trix Express z trójszynowym zasilaniem. W 1960 roku na Targach Zabawek w Norymberdze zakład Trix zaprezentował modele kolejowe w skali N. W 1964 roku Trix rozpoczął produkowanie modeli kolejowych z typowym systemem zasilania lokomotyw. Od 1990 roku zakład Trix popadał coraz bardziej w trudności finansowe i został przejęty przez Märklina w 1997 roku. Obecnie produkuje modele kolejowe z typowym systemem zasilania kolejek, w odróżnieniu do przedsiębiorstwa Märklin. 4 lutego 2009 roku Sąd Rejonowy w Göppingen ogłosił upadłość firmy Märklin. Niewypłacalność przedsiębiorstwa Trix jest również bardzo możliwa.